# Рамекін

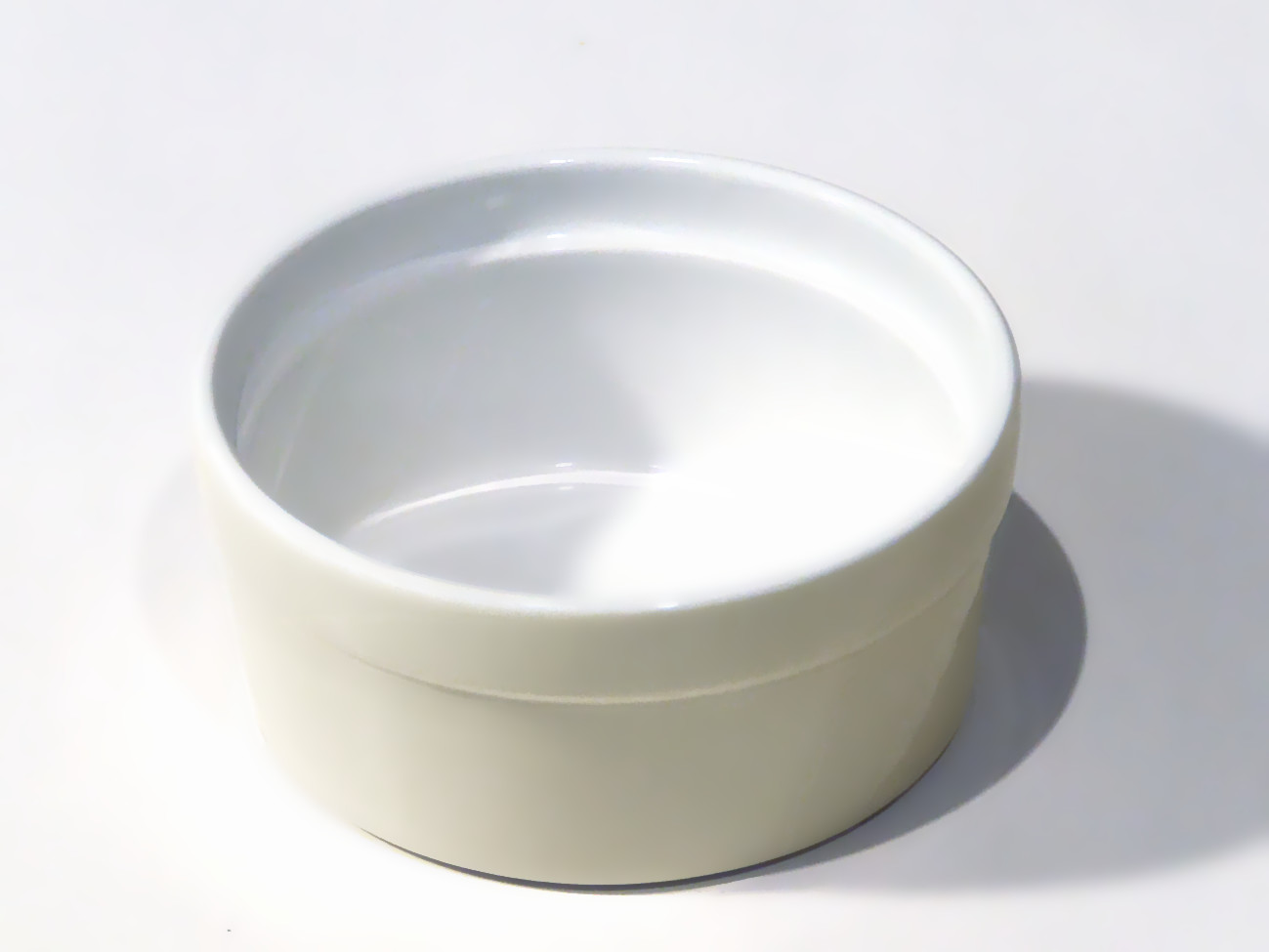
Рамекін

Рамекін або рамкін (фр. ramequin, англ. ramekin) — невелика посудина з високими і прямими краями, яку зазвичай використовують для випікання окремих порцій різних страв. Страви, що готують у рамекінах, можуть бути солодкими (десерти, зокрема класичний крем-брюле або шоколадний мус) або солоними (наприклад мойн-мойн або суфле).
Рамекіни подаються одразу на стіл, з них їдять без потреби перекладання страви в іншу тарілку. Слово рамекін має французьке походження, яке, зі свого боку, походить з фламандської мови.

## Опис
Рамекіни виготовляють зі скла, кераміки, глини, металу або меламіну, аби вони могли витримувати температури духовки. Зазвичай вони мають об'єм від 60 до 250 мл.